# Mana Island Airport
Mana Island Airport är en flygplats i Fiji.   Den ligger i divisionen Västra divisionen, i den västra delen av landet, 150 km väster om huvudstaden Suva. Mana Island Airport ligger 10 meter över havet. Den ligger på ön Mana Island.
Terrängen runt Mana Island Airport är platt.